# Armelia McQueen
Armelia McQueen   (Southern Pines, 6 de gener de 1952 - Beverly Hills, 3 d'octubre de 2020) va ser una actriu de teatre, televisió i cinema estatunidenca.

## Biografia
Armelia McQueen va néixer el 6 de gener de 1952 a Southern Pines, Carolina de Nord. Després del divorci dels pares de McQueen, la seva mare es va casar amb Robert Brown a la ciutat de Nova York. En Brooklyn, McQueen va assistir a les escoles PS 44 i PS 258. Es va graduar de Central Commercial High School (ara Norman Thomas High School) el 1969. McQueen després va assistir a la Fashion Industry School, especialitzant-se en disseny de moda. El 1972, va assistir a l'Escola de Drama d'Herbert Bergdorf.
McQueen va morir el 4 d'octubre de 2020. La causa de mort no va ser informada.

## Musicals
- Ain't Misbehavin' (1978).
- Harrigan 'N Hart (1985).
- Ain't Misbehavin' (1988).[2]

## Programes de televisió
- Adventures in Wonderland (100 episodis).
- Martin (1992).
- Fresh Prince of Bel-Air (1993).
- Living Single (1996).
- All About the Andersons (2003).
- That's So Raven.
- Related (2005).
- Hart of Dixie (26 episodis).
- Brooklyn Nine-Nine (2014).[3]

## Pel·lícules
| Any  | Títol           | Paper             |
| ---- | --------------- | ----------------- |
| 1976 | Sparkle         | Tune Ann          |
| 1981 | Quartet         | Night Club Singer |
| 1988 | Action Jackson  | Dee               |
| 1989 | No Holds Barred | Sadie             |
| 1990 | Ghost           | Clara Brown       |
| 1998 | Bulworth        | Ruthie            |
| 1999 | Life            | Mrs. Clay         |